# 俄 浪華遊侠伝
『俄 浪華遊侠伝』（にわか　なにわゆうきょうでん）は、司馬遼太郎の歴史小説。幕末の俠客・明石屋万吉を主人公に、主に大坂を舞台に庶民からの視線で幕末史を描く。
1965年（昭和40年）5月から1966年（昭和41年）4月まで「報知新聞」紙上で連載された。

## 概要
生涯大阪人であった司馬遼太郎は、直木賞を受賞した1960年の随想で「当分のあいだは自分が飽いてしまうまで、大阪者の野放図な合理主義精神が、封建のジャングルのなかでどう反応するかを、面白おかしく書いてゆきたいと思っている」（大阪バカ）としており、初期作品のなかには大坂ものがいくつか見受けられる。人口が武士と町人では後者が圧倒的に多い「町人の共和国」の大坂を舞台にした小説である。
幕末・近代の短編の一つである『侠客万助珍談』（1964年）も維新前後の浪花を舞台にしているが、これが長編の『俄 浪華遊侠伝』につながった。タイトルの『俄』は、舞台ではなく路上で感情を素朴に表現する即興喜劇、寸劇である。司馬は小説のなかで晩年の主人公に、我人生は一場の俄のようなもの、と語らせた。大阪（大阪人）について愛憎半ばする己の姿を語った司馬だが、その上でこの風土を芝居にする場合は大阪仁輪加がぴったりした形式だと発言している。
主人公の明石屋万吉はやくざ者であり、実在した人物である。斯界に詳しい青山光二は、万吉は会津の小鉄や難波の福と並び、幕末明治における上方きっての大親分としている（『ヤクザの世界』『闘いの構図』）。これは藤田五郎が『任侠百年史』において記述する内容においても同じである。同時に、大阪の消防組織をまとめたり、少年や老人、身体が不自由な人のための授産施設を運営した業績は『大阪人物辞典』のなかでも紹介されている。『俄』では堺事件、千日前南鏡園の首塚騒動、難波の福の釈放、選挙大干渉に因る八尾の大乱闘に万吉が登場するが、前述の『任侠百年史』は当時の資料や証言から万吉が登場しない、もしくは別に関わる見方も明示している。
司馬の祖父が明治初期に大阪でこの万吉が建てた家を買って餅屋を営んでいたことから、かねてより万吉という人物に親近感を持ち、本作を親しみを込めて書いたという。

## あらすじ
天保年間の冬。船場平野町筋の茨木屋で丁稚奉公をしていた万吉（11歳）が父の出奔を知るところから物語は始まる。元隠密の成れの果てに浪人となった父の明井采女は貧乏に堪えられず逃げだして、北野村に残された母と妹は数日前から食べていないという。ふたりのもとに向かった万吉は俺が銭を稼ぐと約束した。まだ算段は立てられないが覚悟は固まり、自分が悪事を働いても家族を巻き込まないため無宿人になった。万吉は曽根崎村の露天神社で子供博奕の輪を押しのけ、真ん中にある小銭の山に被さると「この銭、貰ろた」と叫ぶ。頭の皮が破れるほど殴られるが掴んだカネを離さず336文を得た。気持ちは大きいが生身の身体に痛みはこたえ、曽根崎と堂島の間を流れていた曽根崎川で独り泣いていたとき芸者の小左門が見つけて拾っていく。男であれば好意に甘えられないと、太融寺門前の駄菓子屋を木賃宿代わりに近郷で賭場荒しを続けた。しかし、一つの知恵で世間が渡れるほど甘くはなく行き詰まった（「北野の雪」）。
生きるためには才覚が必要だと教訓を得た万吉は今度は博奕の胴をとるがイカサマであった。駄菓子屋のオバンたちには母のいる家へ銭を投げ込んでもらった。心配した小左門が采女の弟が具足奉行として札の辻（上本町）にいるため会ったらどうかと勧めたが、万吉は大人の世話にはならないと断った。無宿人となってから一年以上が過ぎ投げ込まれた銭は72両になった。母親は盗みをして稼いだと考えて手を着けなかったが、秘密にできず喋ったところ噂は曽根崎、天満にまで広がり目明しの鼬松の耳に入った。町会所で殴られるがカネの出所は喋らないため証人が呼ばれるが、皆が庶民ゆえに浅知恵を働かし逆にゴタゴタして捗らない。詳しく調べた結果、賭場荒しが明らかになる。法理からすれば博奕は違法、しかし博奕を荒しても罪の形は成せない。処分は無いが北野村庄屋の預りになった。これは現在の少年監獄に相当した。不思議な話だが、監獄に入れた奉行所が民衆教化のために孝行な子供を選び褒めていたが、その中に万吉が選ばれた。（「才覚」）
成長した万吉（15歳）は芋畑の広がる太融寺門前に家を構え極道屋となったが家宰は駄菓子屋のオバンである。命知らずの勇名を馳せる万吉に大坂の米問屋から堂島の米会所で開かれる相場を潰すように頼みが持ち込まれる。派手に殴り込んだ万吉は本町橋詰の西町奉行所に引っ張られると掛である与力の内山彦次郎より拷問にあうが海老責めにも口を割らずに最後まで耐え抜き放免された。満足に立つことも出来ない身体の万吉を待っていたのは米価高騰で苦しんでいた庶民からの喝采だった。おれもいっぱしの人間になったと胸に込み上げるものがある。遊び人たちから人気の高まる万吉（25歳）は、小左門の紹介で侍からの招きに応じた。西寺町を過ぎ堀川の船に乗り、更に乗り換えると町奉行の久須美祐雋が待っていた。大川の屋形船の上で貴人から頭を下げられた万吉は命がけの仕事に乗り出す。幕府より大坂へ密輸の探索に送り込まれた隠密を捜す手伝いのため牢に入り、隠密の野々山平兵衛が殺される寸前で救出に成功した。この翌年（文久3年（1863年）で万吉は26歳の設定）、野々山平兵衛から密輸の探索に協力を求められ、玉造の月江寺に誘いだして口縄坂で刺客に襲われるが船場伏見町の唐物商と天満与力の逮捕に貢献した（「月江寺」）。
黒船来航から始まった幕末の騒乱は、年を経るごとに混迷の度合いを深めていった。天子を頂く京都では「尊皇攘夷」を叫ぶ過激志士たちが市中を練り歩いて刃傷沙汰が横行し、市井の治安は乱れに乱れた。幕府は会津松平家を京都守護職に任命して京の治安回復に当たらせ、同様に治安の乱れが及んだ大坂も諸大名に命じて警備を受け持たせた。播州小野藩の小大名一柳家は大坂西部一帯の警備を命ぜられるが、わずか一万石の分限を超える大任に困じ果てた末に万吉の存在に目をつける。京では過激志士たちを取り締まる非常警察機関として新選組が組織されていたが、大坂の遊び人のほぼ半数を影響下に収める万吉の勢力を使って同様の警備部隊を発足させようというのである。万吉は士分に取り立てられ警備隊長の座に就くものの、一柳藩からは士分としての禄以外は何ら支給されず、大勢の隊士を養う費用は自腹で賄わねばならない。一柳藩の藩邸が治外法権となることに目をつけた万吉は、藩の施設で賭場を開いて活動資金をひねり出すことにする。御禁制の賭場を開くことに一柳藩は難色を示すが、とはいえ他に妙案があるわけでもなく、やむなく警備隊が駐屯する番所で賭場を開くことを認める。かくして寺銭を活動資金とする博徒による珍妙な警察機関が発足するものの、やくざという者は普段大きな顔をしていながらいざとなるとだらしのないもので、過激志士に凄まれると悲鳴を上げて逃げてしまう者が後を絶たなかった。しかし諸藩の侍たちも負けないほど臆病で、徳川三百年の太平の中ですっかり惰弱になった士風に、万吉は徳川の世も長くはないかもしれないと感じる。
八月十八日の政変により京都政界を追放された攘夷志士たちの旗頭・長州藩は、その後も藩士たちを京へ送り込み、失った政治的地位を回復しようと策動を続けていた。しかし、長州系志士が新選組によって斬殺される池田屋事件が引き金となり、これに激昂した長州藩士たちが大挙挙兵する蛤御門の変が勃発する。長州軍はしばしの包囲の後に市中へ攻め込むが乱戦の末に敗退、総崩れとなって這々の体で京から遁走した。敗兵たちは大坂へもなだれ込み、大坂城代はこれらの残党を残らず斬り捨てるべく市中の警備部隊に命を下すが、ところが万吉のみは長州兵を殺さず捕縛し、その身を幕吏から匿った。手傷を負って逃げる長州兵を哀れんだ行動だったが、ほどなく幕府がその行動を嗅ぎつけ一柳藩に万吉の身柄の引き渡しの命が下る。一柳藩は困り果てた末に万吉を京に誘い出して身柄を新選組に差し出すが、万吉は辛うじて難を逃れて大坂へ戻った。幕府に殺されかけ一柳藩にも裏切られた以上もはや仕事を続ける義理など無かったが、大勢の子分を養うためには公認の賭場を開くことのできる今の奇妙な侍業を辞めるわけにはいかない。かといって幕府に言われるまま長州人を手にかけたくはない。どうしたものかと思案に暮れていると、たまたま市中の軒行灯に書かれていた「往来安全」の言葉が目に入り、万吉は咄嗟に頓悟する。「自分は往来の安全だけを考えればよいので天下の情勢など考える必要はない。気の毒なやつを見つければ長州人だろうと佐幕人だろうと助ければよい」と悟った万吉は再び元の鞘に収まり、幕府の厳しい目も一柳藩の困惑も無視し、その後もそ知らぬ顔で長州人たちを匿い、逃し続けた。
そのようにして数年の月日が流れた。圧倒的な力を誇った幕府も次第に討幕派に押され、徐々に往事の力を失っていった。そして薩摩藩が仇敵だった長州と手を握り、薩長同盟が成立したことで政情は一変する。佐幕派の雄だった薩摩が離れたことで幕府は決定的に力を無くし、ついに将軍慶喜は大政奉還を表明し、政権を朝廷に返上することを宣言する。大政奉還の真意は政権を返上することで朝敵の汚名をそそぎ、引き続き旧幕勢力が新政権に参画することにあった。しかし薩長の策動により旧幕勢力は新政府から閉め出されることとなり、激昂した幕軍と倒幕軍が激突して鳥羽・伏見の戦いが幕を開ける。諸大名達が幕軍につくか倒幕軍につくか去就に迷う中、一柳藩は数で圧倒的に勝る幕軍に味方することを決め、万吉も子分たちを引き連れて従軍することとなる。しかし急場の寄せ集めで作った幕軍は明確な指揮系統すら確立されておらず兵員も幕臣は士官のみでそれ以外は徴募した町人ばかりであり、それに引き替え幕末の動乱を生き抜いた精兵からなる倒幕軍は寡勢ながらも精強であった。緒戦は幕軍にやや優勢に進んだものの、やがて薩摩の宮廷工作により錦の御旗が上がった。朝廷が薩軍を官軍と認定したことによって幕軍は賊軍となり、動揺した幕軍はこれがきっかけとなって一時撤退することとなる。錦旗の掲揚はすべてを変えた。諸藩の大名たちは次々と官軍に恭順し、幕軍は潰乱させられ戦略的撤退が完全な敗走となった。万吉は生き残った子分たちにめいめい大坂へ帰るよう命じて部隊を解散し、自身も負傷者を担いで命からがら大坂へ帰還した。
鳥羽・伏見の戦いは幕府の大敗に終わった。錦旗の力により官軍となった倒幕軍は京を制圧し、ついで大坂もその施政下に置き、旧幕関係者の調査・審問を始めた。官軍の役人の多くはかねて京・大坂で志士活動をしていた者たちであるため幕府役人に怨みを持っており、その取り調べは申しわけ程度の審問をした後にすぐさま首をはねてしまうという強引なもので、いわば革命裁判であり復讐劇というべきものであった。幕府役人達はすでに皆大坂を逃げてしまっていたが、万吉と同じように幕府から警備仕事を請け負っていた親方衆は残らず出頭を命ぜられ、ことごとく斬首された。最初に警備隊を作った万吉にも出頭命令が下るのは時間の問題であり子分たちは逃亡を薦めるが、万吉は「名声がすたる」「死ぬことが家業」と応えるばかりで耳を貸さない。そしていよいよ万吉も長州藩の陣屋に引っ立てられ斬首を言い渡されるが、すんでの所でかつて蛤御門の変の際に身を匿った長州藩士に命を救われる。身体の頑丈さが取り柄のこの男も首を斬られては元も子もなかったが、危ういところで首がつながり一命を取り留めることとなった。
維新により世情は一変した。万吉の頭も丁髷をやめて七三頭に変わったものの、その行動の根っこは旧幕時代と何ら変わりはない。相も変わらず明日はどこで何をしているのかわからぬとりとめもない行動ばかりする万吉を、女房の小春は「亀山のちょん兵衛はん」と評した。人形がぴょんぴょん飛び跳ねる仕掛けを施した玩具のことで、跳んだりはねたりするばかりで落ち着かず、様々な騒動が入れ替わり立ち替わり飛び込んできて息をつく暇もないという意味である。毎日のように妙な人間が万吉を訪ねて来ては、妙な騒動を持ち込んでくる。置き場に困るほど札束が舞い込んで来たかと思えば、餓死寸前にまで貧窮することもある。万吉自身も後年に己の人生を振り返って「わが一生は一場の俄のようなものだった」と述懐するが、この男が求めるのは空虚で枝も根もない「男伊達」のみであり、その一場の夢が手に入ればそれで満足だった。実際、金持ちになろうと貧乏になろうと子分だけはどんどんと増えていった。
この男の人生はさながら一場一席の即興喜劇のように、快活にそして慌ただしく過ぎていった。しかしこの男は体が特別頑健にできているのかなかなか死なずに明治を見事に生き抜き、大正の半ばになって九十歳近い高齢でようやく人並みに死を迎えた。辞世も遺言もなく、「ほなら、往てくるでえ」と口にしたのを最後にして、駅から汽車が出てゆくような陽気さで世を去った。

## 主な登場人物
明石屋万吉
本作の主人公。町人の共和国というべき大坂で無職渡世を営む。さっぱりして度量が大きく独立心が強いが、行き当たりばったりな性分。11歳で母と妹を養うために賭場荒しになったが博奕は好きでも上手でもない。15歳でやくざ者として門戸を構え、いつでも死ねるのが商売という信条を掲げた。庶民らしく天下国家は語らず、他人からすれば「しょむないもん」のために全力を尽くす。その代償は骨折り損ばかりで女房の小春や子分の軽口屋からすればオッチョコチョイの万吉である。取り柄は人並み外れた我慢ができる事で、身体にある傷は拷問に耐えて男になった証し。
賭場荒し、極道屋、侍大将と浮き世の姿を変えて維新により一時は沈むが、堺事件の土佐藩士たちが堂々と腹を切り散る様を目にして、明日をも知れず転がり続ける己を再確認した。明治5年に相場でカネを掴むが、心映えを汚さないために溜め込まず、墓堀人や消防署の頭取、不良少年や老人、身障者のために授産所を経営し、結果として莫大な借金ができるも慈善道楽をやめなかった。「俺でこそワルでも食えるが尋常な奴はこうはいかん」と自信があったが悪党の親方としては大きくなりすぎ、結果として内務卿の品川弥太郎による明治25年の選挙大干渉で利用され実質的に破産。しかし満足して最後の俄を演じた。最後は畳の上で寿命を全うした。刺青（がまん）を入れなかったのは、自が武士の子という意識が残っていたからで、成長しても自分を捨て運命を変えた父親を軽蔑しながら割りきれない思いが残っていた。
小左門
越後屋の小左門という芸者。三味線が上手いが気象が変わっている美女。蜆川で私刑の痛みに泣いていた万吉（11歳）を拾った（「北野の冬」）。それ以降は一回り年の離れた万吉を姉のように面倒をみる。江戸生まれで大坂加番を務めた旗本の落とし種という噂がある。新地の客は高級官僚もおり久須美駿河守を万吉に紹介した（「芋嵐」）。万吉が17歳のとき、一度だけ関係を持った。
天満の軽口屋
万吉の子分。天満のやもめ男。大坂警衛では小野藩の足軽として参加、鳥羽伏見の戦いにも参戦したが、万吉と何度も危険に遇うが、半ば諦めてついてきた。お喋り好きで庶民らしい感覚の持ち主。ときにアイデアを出すが、大抵は万吉と二人で根も葉もないやり取りを繰り返す。彼等からすれば公卿は春画の中でことを為す存在で、錦旗の紋は高利貸しや博徒の商売道具だが時代の移り変わりに目を白黒する。維新後は時計を習い成功、三軒の店は子供たちに任せ自適に暮らしていた。背中の刺青（がまん）は大男根が天に向かって吼えているというもの。
小春
万吉の女房。初めてあった時は10代だが西宮の旅籠で酌婦をしていた。相方になった万吉にさだめだっさかいと過酷な運命を笑顔で迎えるところに惚れて万吉が嫁にした。いつでも死ねるのが商売、俺が死んでもサラサラ行けという亭主に最初は困っていたが、後には万吉を「亀山のちょんべえはん（跳ねる、着地、跳ねるを繰り返す玩具）」のようと呆れつつ眺めていた。極貧など辛い目に会うことが多いが、こんな亭主を持ったのも定めと諦める。娘の環を授かるとよい意味で開きなおった。
難波の福
本名は鶴田丹蔵。万吉がキタの親分とすれば、ミナミの大親分が福。詰まらない罪で捕まり獄中で重い病により危篤となる。家で死なせたいと福の女房から頼まれて死んだ者として出獄させるが、しぶとく生き返り万吉を感心させる。出獄後に新聞に一代記が載り、そこでは兄貴分である万吉のおかげで悔悛したと語っている。古老によると格はともかく勢力としては万吉より福の方が大きかったとされる。
久須美駿河守
大坂町奉行。実在の人物で随筆は後世に残った。万吉に隠密の探索を依頼した。
遠藤謹介
長州藩の志士。蛤御門の敗戦で大坂に逃れてきた際に万吉の警備部隊に捕縛されるが、万吉に匿われて一命を取り留め、長州に帰国する。鳥羽・伏見の戦いの後、万吉が官軍に拘束され斬首を言い渡された際に、すんでのところで刑の執行をやめさせ万吉の命を救った。
維新後は新政府に仕え、明治初年には造幣局の局長を務めた。
桂小五郎
長州藩の指導者の一人。かねてより京都藩邸に駐在して政治工作に奔走していたが、蛤御門の変の長州軍の敗戦で逃走せざるを得なくなり、幕吏の探索の目から身を隠して諸国を流浪する。潜伏から八ヶ月後に長州へ帰るための決死の旅を決断し、船に乗るため大坂に足を踏み入れたところを万吉の警備部隊に捕縛されるが、万吉は商人に変装した桂を長州藩士と見抜きながらも見逃して船に乗せた。桂は無事長州へ帰り着き、後に維新の元勲となる桂を救ったことが幕府崩壊後に万吉と子分達が無罪放免となる大きな要因となった。
大石鍬次郎
新選組隊士。「人斬り鍬次郎」と渾名され人を斬る時も顔色も変えないほどの男だが、万吉の気っぷの良さと度胸の良さには感心し、その意気に呑まれたような格好で奇妙な好意を抱いた。幕府からの依頼を受けた副長土方歳三より長州藩士を逃がした万吉を斬るよう命ぜられるが、しかし蜥蜴の尻尾を切るように一柳藩に見捨てられた万吉に同情した土方が命令を徹底しなかったことと、自身の万吉への好意から、斬りつけるふりをして河に落として見逃した。
磯野小右衛門
堂島の米問屋・大文字屋の旦那。名相場師と名高く、「相場の神様」ともいわれるほどの見識の持ち主で、その先見の明の鋭さは維新の数年前から幕府の瓦解を見越して長州藩士たちと渡りをつけていたほどのもの。
万吉にはかつて堂島の米相場での騒動に加えて、幕吏に長州との関係を疑われて捕縛された際に釈放して貰った旧恩があり、維新後に賭場を開くのをやめて窮迫していた万吉に米相場で稼ぐことを薦め、万吉はこの磯野の的確な指導で大きな財産を築くこととなる。
渡辺昇
江戸の斉藤弥九郎の道場で剣術を学んだ肥前国大村藩出身の藩士で、塾頭だった桂小五郎に兄事して尊皇攘夷思想に開眼し、志士活動を始める。帰藩した後に藩の方針を長州と共に合わせることに尽力し、薩長同盟締結の際には土佐の坂本龍馬を助けて奔走した。
明治後は新政府の諸官を歴任した後に大阪府知事に就任し、米相場で財を成した万吉を言葉巧みに刺激して消防隊や福祉施設の開設に金を使わせた。財政難の府からはびた一文金を出さず、逆に財産を使い果たすほど万吉に金を使わせる人間的迫力があり、後年この渡辺が退任した後に別の男が知事になった際に、万吉は知事の器が小粒になったことを嘆いた。

## 映像作品
連続ドラマ『俄－浪華遊侠伝－』TBSテレビ、1970年。ドラマは小左門の過去を振り返る思い出話の形式で展開され、小左門役の藤村志保が出演と同時にナレーションを担当している。放送批評家賞（ギャラクシー賞）第14回期間選奨受賞作。
1970年7月16日から同年10月8日まで、毎週木曜22時00分～22時56分の『木下恵介・人間の歌シリーズ』に放映。全13話。
結末での大阪での戦争で、万吉たちは、維新軍がわにつくという、原作と違うストーリーになっているが、これは脚本の山田太一の創案によるもの。
スタッフ
- プロデューサー:木下惠介、飯島敏宏
- 演出:鈴木利正、井下靖央
- 原作:司馬遼太郎
- 脚本:山田太一
- 音楽:木下忠司
- 美術:坂上建司
- 制作 : TBS／木下プロダクション

キャスト
- 明石屋万吉:林隆三
- 万吉（少年時代）:岡本隆成
- 小春:大谷直子
- 万吉の母:吉川雅恵
- いく:初音礼子
- お鹿:七尾伶子
- はな:田中筆子
- 帯権:東野孝彦
- 天満の軽口屋:樋浦勉
- 丸屋:野々村潔
- 平助:常田富士男
- 勘蔵:天王寺虎之助
- 安岡:橋本功
- ゴテ政:蟹江敬三
- 松田:望月通治
- 山金:田口計
- 気軽:岩上正宏
- 祐吉:古川義範
- お光:生田三津子
- 大石鍬次郎:三上真一郎
- 内山彦次郎:西村晃
- 山田捨馬:渡辺文雄
- 雁高:辰己柳太郎
- 野々山:二谷英明
- 佐渡守:島田正吾
- 建部小藤治:花沢徳衛
- 遠藤謹介:石浜朗
- 榊原三十郎:小松方正
- 南京左衛門:二見忠男
- 善兵衛:今福正雄
- 松:頭師孝雄
- おふさ:斎籐理花
- おふさ:坂倉春江
- イタチ松:早崎文司
- 作造:永井柳太郎
- 同心渡辺:津坂匡章
- はつ:戸田春子
- 嘉七:金子信雄
- 加賀屋:若宮大佑
- 同心二見:最上龍二郎
- 役者松:細川俊之
- 堀江の:館敬介
- 与三郎:伊藤弘一
- 根っこ松:上田忠好
- 仙五郎:鮎川浩
- 武藤:杉浦真三雄
- 中村:高木二朗
- 堀:加藤春哉
- 胴元:白木みのる
- 胴元:上田吉二郎
- 番頭:芦屋雁之助
- 番頭:山本武
- 番頭:直木みつを
- 番頭:佐野哲也
- 中番頭:今西正男
- 芸者:原知佐子
- 若旦那:柳生博
- 女中:梅尾かおる
- 女中:三浦利子
- 女中:園佳也子
- 与力:日恵野晃
- 子供の賭人:頭師佳孝
- 小料理屋主人:今村原兵
- 旦那:浮田左武郎
- 庄屋:五藤雅博
- 博徒:田村保
- 博徒:尾田義男
- 浪人者:大前均
- 髪結:橋口忠夫
- 吟味役:大塚国夫
- 老同心:宮崎準
- 打役:市原清彦
- 剣術指南の浪人:金井大
- 牢同心:市村俊幸
- 牢名主:陶隆
- 老武士::岡泰正
- 茶店の亭主:柳谷寛
- かごや:江波多寛児
- 詰役:芹川洋
- 尼:茜絵莉子
- 小僧:吉田次昭
- 商人風:天草四郎
- 番所の侍:大塚周夫
- 目明し:高桐真
- 武士:渡真二
- 武士:阿知波信介
- 武士:山谷初男
- 医者:青野平義
- 新撰組:島津元
- 小役人:森本景武
- 弟子:西村みなこ
- 小女:小谷野美智子
- 高品格
- 板倉賢一
- 山田圭介
- 石垣守一
- 肥土尚弘
- 奥村公延
- 藤江喜幸
- 桂広行
- 三輪猛雄
- 倉島襄
- 近江谷友三
- 小山尚充
- 石間健史
- 小林久実子
- 加藤正之
- 大塚崇
- 毛利亜紀
- 藤城裕士
- 滝川浩
- 芸者小左門／ナレーション:藤村志保

| TBS系列 木下恵介・人間の歌シリーズ | TBS系列 木下恵介・人間の歌シリーズ | TBS系列 木下恵介・人間の歌シリーズ |
| 前番組                             | 番組名                             | 次番組                             |
| ---------------------------------- | ---------------------------------- | ---------------------------------- |
| 冬の旅                             | 俄 浪華遊侠伝                      | 椿の散るとき                       |

## 関連作品
- 『侠客万助珍談』

『オール讀物』1964年（昭和39年）6月号に発表。本作の前身ともいうべき短編小説で、本作同様万吉を主人公としているが、主人公の名前が「鍵屋万助」となっている。講談社文庫『アームストロング砲』（ISBN 4-06-274932-7）に収録。

## 書誌情報
- 講談社単行本全1巻　1966年
- 講談社ロマン・ブックス版全1巻　1968年
- 講談社文庫全1巻　1972年6月（ISBN 4061311018）
- 文藝春秋司馬遼太郎全集13『俄 浪華遊侠伝』　1972年8月（ISBN 4165101303）
- 講談社文庫新装版上下巻　2007年6月（上 ISBN 978-4062757584、下 ISBN 978-4062757591）